# Валди Тотев
Владимир (Валди) Тотев е български музикален изпълнител, известен с работата си като композитор, певец и клавирист на рок група „Щурците“.

## Биография
Владимир Тотев Тотев е внук на полк. Владимир Серафимов, герой от Балканските войни, освободител на Родопите от османска власт.
Започва кариерата си като един от основателите на „Фактор“ (1971 – 1974), с която съпровожда концертната дейност на Емил Димитров (1973). Свири в „Ансамбъла на ГУСВ“ (1974 – 1976). Добил известност като член на „Щурците“, с която работи над 20 години от 1976 г., като е написал някои от най-известните песни на групата: „Футуролог“, „Огнен знак“, „Помниш ли“, „Среща с деня“, „Навечерие“, „Не умирай“ и др.
В началото на 1990-те години започва солова кариера и издава албумите „Далтонистът“ (1992), „Кръстопът“ (1995), „В часа на залеза“ (1999), „Светлината“ (2002) и „Ветровито“ (2004). Тотев отдава голямо значение на текстовете на песните си, за него пишат текстове Павел Матев, Александър Петров, Жива Кюлджиева, Димитър Керелезов, Теодор Шишманов от „Тоника“.
Много от песните му се превръщат в шлагери: „Вдигни очи“, „Далтонистът“, „Джени“, „Здравей, понеделник“. Обявен е за изпълнител на годината в анкетата на предаването „Музикална борса“ по програма Хоризонт на БНР – 1995. Отличени на фестивала „Златният Орфей“ са следните негови песни: „Жена“ – І награда – 1990, „Петък полунощ“ – Голямата награда – 1994. Видеоклипът на „Неделно време“ получава специалната награда на фестивала „Златната антена“ – 1993, а „Бънгало Бил и дивите животни“ – І награда на детския радиоконкурс „Да запеем дружно“ – 1993.

### Държавни отличия
През 2010 г. е удостоен с орден „Св. св. Кирил и Методий“ първа степен за особено големите му заслуги в областта на културата и изкуството.

## Дискография

### С Щурците
- „Щурците'78“ – 1978
- „ХХ век“ – 1980
- „Вкусът на времето“ – 1982
- „Конникът“ – 1985
- „Мускетарски марш“ – 1987
- „20 години по-късно“ (концертен албум) – 1988
- „Аз съм просто човек“ (малка плоча) – 1990
- „30 години Щурците“ (концертен албум с шест нови песни) – 1998
- „Антология“ – 2004 (компилация в четири части), издател: Varna sound
- „На прага на сърцето“, издател: Varna sound – 2008

### Със Стари муцуни
- „Светлината“ – 2002 (CD, компилация), издател: Валди Тотев

### Соло
- „Далтонистът“ – 1992, издател: Riva sound
- „Кръстопът“ – 1995, издател: Mega
- „В часа на залеза“ – 1999, издател: Riva sound
- „Ветровито“ – 2004 (CD, компилация), издател:Varna sound
- „Помниш ли?“ (DVD, Запис на концерт изнесен на 20. 4. 2012 г. в Драматичен театър „Сава Огнянов“ Русе)

## Награди
- 1987-III награда от „Пролетен радиоконкурс за забавна песен“ на БНР-„Футуролог“изпълнение:„Щурците“-стихове -Миряна Башева
- 1990 – „I награда“ от „Златният Орфей“ за композиция, аранжимент и изпълнение – „Жена"-текст-Ал. Петров

- 1993 – „Специалната награда“ на фестивала „Златната антена“ за видеоклипът на песента му „Неделно време“-текст-Ал. Петров
- 1993 – „I награда“ на детския радиоконкурс „Да запеем дружно“ за песента „Бънгало Бил и дивите животни“-текст-Даниела Кузманова
- 1994 – „Голямата награда“ от „Златният Орфей“ за композиция, аранжимент и изпълнение – „Петък полунощ“.-текст-Ал. Петров
- 1995 – „Изпълнител на годината“ според класацията на БНР „Музикална борса“
- 2000 – „I награда“ от радиоконкурса „Пролет“ 2000 на БНР за песента „Светлината“ по текст Александър Петров
- 2000 – „I награда“ на фестивала „Бургас и морето“ за песента „РМД парче“ – текст Александър Петров
- 2001 – „II награда“ от радио конкурса „Пролет“ 2001 за песента „Някой ден“ – текст Валди Тотев/Владимир Черноземски
- 2002 – „II награда“ и 2 специални награди от конкурса „Пролет“ 2002 за песента „Този дъжд“ – текст Александър Петров
- 2003 – „I награда“ от конкурса „Песни на три морета“ – Варна за песента „Внезапно“ – текст Александър Петров в изпълнение на Маргарита Хранова[5]
- 2014 – II награда от конкурса „Златна пролет“ на БНР - „Дворът на рая“ - текст: Димитър Керелезов